# 多尔切
多尔切（義大利語：Dolcé），是意大利威尼托大区维罗纳省的一个市镇。总面积39.43平方公里，人口2586人，人口密度65.6人/平方公里（2009年）。国家统计（ISTAT）代码为023031。

## 友好城市
- 德国翁登海姆 1996年